# Clifton (New York)
Clifton è un comune degli Stati Uniti d'America, situato nello Stato di New York, nella contea di St. Lawrence.